# Троцький Ігор Васильович
Ігор Васильович Троцький (1890, Київ, Російська імперія — ?) — український військовий діяч, полковник Армії УНР.

## Життєпис
Народився 1890 року у Києві. Українець. У 1914 році закінчив Київське військове училище. Брав участь у Першій світовій війні. Останнє звання у російській армії — штабс-капітан.
У грудні 1917 року в Кам'янці-Подільському вступив до повстанського загону ім. Яна Кармелюка. Через деякий час, його призначають командиром 1-ї сотні цього загону. З лютого 1918 командир кінно-гайдамацького куреня ім. Яна Кармелюка військ Української Центральної Ради, з яким у квітні 1918 був переведений до Харкова. 
У червні 1918 курінь зведено у харківську повітову сотню ім. Яна Кармелюка, яка 17 листопада 1918 з наказу головнокомандувача Лівобережного фронту полковника Петра Болбочана розгорнулися у 2-й Запорізький піший полк ім. Яна Кармелюка. Був командиром цього полку з травня 1919 до грудня 1919. 
Учасник Першого зимового походу, під час якого командував 2-им збірним куренем Дієвої армії УНР. Після закінчення походу призначається командиром 3-ї Запорізької бригади 1-ї Запорізької стрілецької дивізії Армії УНР. 5 жовтня 1920 Ігорю Троцькому присвоєно звання полковника. Пізніше інтернований поляками.  
15 вересня 1922 був приділений до штабу 4-ї Київської стрілецької дивізії Армії УНР.
Подальша доля невідома.

## Вшанування пам'яті
28 травня 2011 року у мікрорайоні Оболонь було відкрито Пам'ятник старшинам Армії УНР — уродженцям Києва. Пам'ятник являє собою збільшену копію ордена «Хреста Симона Петлюри». Більш ніж двометровий «Хрест Симона Петлюри» встановлений на постаменті, на якому з чотирьох сторін світу закріплені меморіальні дошки з іменами 34 старшин Армії УНР та Збройних сил Української Держави, які були уродженцями Києва та імена яких вдалося встановити українським історикам. Серед іншого вигравіюване й ім'я полковника Ігоря Троцького. 